# Цезар (титла)
Вижте пояснителната страница за други значения на Цезар.
Цезар (кесар) е най-високата титла в йерархията на средновековните западноевропейски владетели със значение „император“.
Титлата произлиза от прозвището на римския политик Гай Юлий Цезар (Gaius Julisus Caesar), наричан Цезар. Етимологията на името е неясна, което дава повод за различни предположения. Възможна е връзка с римския глагол caedo – режа. Друга възможна връзка е с caesaries – понятие за здрава коса, което в хумористичен смисъл би могло да намеква за склонността на Цезар към оплешивяване. Успешната военна и политическа кариера на Цезар го превръща в герой на Древен Рим и дава ново значение на неговото прозвище (титла).
Пълната титла на приемника му император Октавиан Август е „Император Цезар Диви Филиус Август“ (Imperator Caesar Divi Filius Augustus), т.е. „Достопочтен император, син на божествения Цезар“. Превръщането на името „Цезар“ в титла отнема почти цял век – от смъртта на Гай Юлий Цезар през 44 г. пр.н.е. до 41 г., когато император Клавдий сяда на престола.
Карл Велики е коронован в Аахен от папа Лъв III през 800 г. като цезар (на немски: Kaiser) на Свещената Римска империя.

## Византия
Интересен е фактът, че един български владетел получава титлата, с което се създава прецедент в историята. Това е българският кан Тервел, който получава титлата цезар (кесар) от византийския император Юстиниан II за помощта си, с която Юстиниан II успява да се върне на трона във Византия през 705 г. Подобен случай, когато чуждестранен владетел получава тази висока титла - няма, ако не отчитаме по-късната употреба на титлата, какъвто е случаят с Хрельо, феодален владетел на земи на Балканите през 14 век.